# Mark Kiprotich Muttai
Mark Kiprotich Muttai (* 23. März 1978) ist ein kenianischer Sprinter, der sich auf den 400-Meter-Lauf spezialisiert hat.
Muttai startete bei den Leichtathletik-Weltmeisterschaften 2009 in Berlin über 400 m, schied jedoch in der Vorrunde aus. Bei den Leichtathletik-Afrikameisterschaften 2010 in Nairobi wurde er im Einzelbewerb Vierter und führte in der 4-mal-400-Meter-Staffel das kenianische Team mit Geoffrey Ngeno, Vincent Kiplangat Kosgei und Julius Kirwa als Schlussläufer zur Goldmedaille. Beim Leichtathletik-Continental-Cup in Split kam er mit der afrikanischen Stafette auf den dritten Platz. Bei den Commonwealth Games in Neu-Delhi siegte er über 400 m und gewann mit der 4-mal-400-Meter-Stafette Silber.
Bei den Leichtathletik-Weltmeisterschaften 2011 in Daegu erreichte Muttai in der Staffel den sechsten Platz.

## Bestleistungen
- 400 m: 45,28 s, 30. Juli 2010, Nairobi